# Christian Engelhardt (Politiker)

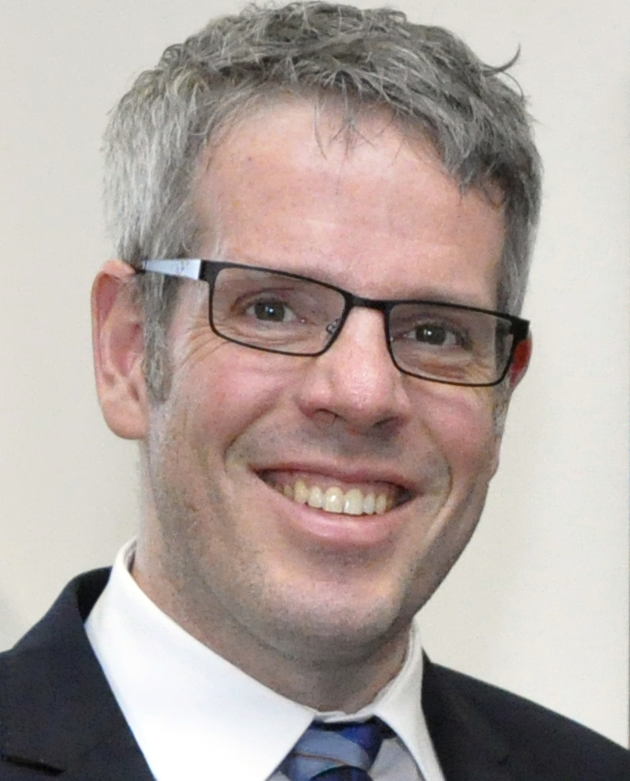
Christian Engelhardt (2016)

Christian Engelhardt (* 1. Oktober 1972 in Leonberg) ist ein deutscher Rechtswissenschaftler und Politiker (CDU). Seit dem 16. September 2015 ist er Landrat des Landkreises Bergstraße.

## Leben
Nach seinem Abitur studierte Christian Engelhardt Rechtswissenschaften an der Philipps-Universität Marburg. 1998 legte er die erste juristische Staatsprüfung und 2000 die zweite juristische Staatsprüfung ab.
Anschließend war er für drei Jahre als Rechtsanwalt selbstständig und beriet in dieser Tätigkeit kleine mittelständische Unternehmen, vor allem in Fragen des Handelsrechts sowie Gesellschaftsrechts.
Seit seinem Eintritt 1989 in die Junge Union sowie 1990 in die Christlich Demokratische Union Deutschlands (CDU) ist Christian Engelhardt politisch aktiv. Er war Vorstandsmitglied in verschiedenen Funktionen der CDU und Jungen Union, unter anderem Bezirksvorsitzender der Jungen Union Mittelhessen sowie Stadtverbandsvorsitzender der CDU Wetter. Zudem gehörte er der Stadtverordnetenversammlung in Wetter an und war im Kreistag im Landkreis Marburg-Biedenkopf.
Im Dezember 2003 wurde Christian Engelhardt zum Bürgermeister der Stadt Frankenberg (Eder) gewählt. Dieses Amt trat er zum 1. Mai 2004 an. Projekte seiner Amtszeit waren insbesondere das Modellprojekt „Familienstadt mit Zukunft“ sowie das Stadtsanierungskonzept „Frankenberg 2020“. Im September 2009 wurde Engelhardt wiedergewählt. Im Landkreis Waldeck-Frankenberg war er Mitglied des Kreistags und zuletzt Fraktionsvorsitzender der CDU-Kreistagsfraktion.
Zum 1. Dezember 2011 wechselte Engelhardt in die Aufgabe eines Direktors (ab Dezember 2013 Geschäftsführender Direktor) des Hessischen Landkreistages. In Wiesbaden war er auch Vorsitzender der Kommunalpolitischen Vereinigung der CDU. Im Jahr 2013/14 wirkte Christian Engelhardt als Koordinator der kommunalen Interessen an der Rekommunalisierung des Regionalversorgers E.ON Mitte AG zur EAM mit und war im Zuge dessen neben seiner Haupttätigkeit beim Hessischen Landkreistag von November 2013 bis Juni 2014 Geschäftsführer der EAM GmbH & Co. KG.
Bei der Landratsdirektwahl am 19. April 2015 wurde er zum Landrat des Landkreises Bergstraße gewählt. Dieses Amt hat er seit dem 16. September 2015 inne. In der Landratswahl am 14. März 2021 wurde er im ersten Wahlgang mit einem Stimmenanteil von 63,29 % wiedergewählt.
Seit 2015 ist Christian Engelhardt auch stellvertretender Vorsitzender der Verbandsversammlung der Metropolregion Rhein-Neckar.
Christian Engelhardt ist zudem unter anderem Vorsitzender des Landesverbands Hessen des Deutschen Bibliotheksverbandes, Vorsitzender des Geo-Naturparks Bergstraße-Odenwald, Aufsichtsratsvorsitzender der Behindertenhilfe Bergstraße, Aufsichtsratsvorsitzender der Wirtschaftsförderung Bergstraße, Aufsichtsratsvorsitzender der KommunalCampus eG., stellvertretender Aufsichtsratsvorsitzender der Destination Bergstraße-Odenwald, stellvertretender Vorsitzender des hessischen Tourismusverbands, stellvertretender Vorsitzender des Volkshochschulverbands Hessen, stellvertretender Vorsitzender der Verbandsversammlung des Verkehrsverbunds Rhein-Neckar, stellvertretender Vorsitzender des Institut für Medienpädagogik und Kommunikation Hessen, als Stellvertretender Vorsitzender der Kommunalpolitischen Vereinigung der CDU Deutschlands sowie der CDU Hessen, im Vorstand der CDU Hessen sowie im Vorstand der CDU-Fraktion im Landeswohlfahrtsverband Hessen.
Engelhardt ist verheiratet und hat zwei Töchter.

## Veröffentlichungen
- Zuständigkeiten der gemeindlichen Organe. In: Bogner: Beratungsmängel und Beschlussverfahren der Gemeindevertretung.
- Dieter, Engelhardt, Gieseler, Hilligardt: Kommunalverfassungsgesetze Hessen.
- Engelhardt, Keilmann: Kommentar zum kommunalen Schutzschirm in Hessen.
- Entwicklungen in der regionalen Wirtschaftsförderung. In: George (Hrsg.): Regionales Zukunftsmanagement.